# Vehicul propulsat muscular
Vehiculele propulsate muscular sunt vehicule care folosesc pentru deplasare forța musculară a omului. Forța musculară a fost folosită pentru transport din cele mai vechi timpuri. Mai recent aceasta a fost sporită prin folosirea unor mijoace auxiliare numite vehicule.

## Tipuri
- vehicule terestre
- vehicule aeriene
- vehicule acvatice